# Indice PFTS
L'indice PFTS est un indice boursier de la bourse de Kiev, composé des 20 principales capitalisations boursières du pays.

## Composition
Au 21 juin 2011, l'indice  se composait des titres suivants:
| Symbole  | Société                                   | Poids indiciel | Secteur                    |
| -------- | ----------------------------------------- | -------------- | -------------------------- |
| ALMK UZ  | Alchevskiy Metalurgiyniy Kombinat         | 1.99 %         | Matériaux                  |
| AVDK UK  | Avdievsky Koksochim                       | 1.12 %         | Matériaux                  |
| AZST UK  | Azovstal                                  | 4.67 %         | Matériaux                  |
| CEEN UZ  | Centrenergo                               | 12.02 %        | Services aux collectivités |
| DNEN OU  | Dniproenergo                              | 1.53 %         | Services aux collectivités |
| DOEN UZ  | Donbassenergo                             | 1.88 %         | Services aux collectivités |
| ENMZ UZ  | Enakiyvckiy metalyrginiy zavod            | 1.34 %         | Matériaux                  |
| NITR UK  | Interpipe Nizhnedneprovsky Tube Rolling   | 0.52 %         | Matériaux                  |
| KVBZ UZ  | Krukivsky Carriage Works                  | 1.43 %         | Industrie                  |
| MZVM UZ  | Mariupol Heavy Machinebuilding Plant Azov | 0.05 %         | Industrie                  |
| MSICH UK | Motor Sich                                | 14.84 %        | Industrie                  |
| PGOK UZ  | Poltava GOK Corp                          | 1.85 %         | Matériaux                  |
| BAVL UK  | Raiffeisen Bank Aval                      | 4.57 %         | Finance                    |
| SVGZ UK  | Stahanovskiy Vagonobudivniy Zavod         | 1.5 %          | Industrie                  |
| STIR UZ  | Stirol Concern                            | 1.75 %         | Matériaux                  |
| UNAF UK  | Ukrnafta                                  | 33.48 %        | Énergie                    |
| USCB UK  | Ukrsotsbank                               | 2.99 %         | Finance                    |
| UTLM UK  | UkrTelecom                                | 9.45 %         | Télécommunications         |
| YASK UK  | Yasynivskiy Koksohimichniy                | 0.61 %         | Énergie                    |
| ZAEN UK  | Zakhidenergo                              | 2.41 %         | Services aux collectivités |